# Jerry Ordway

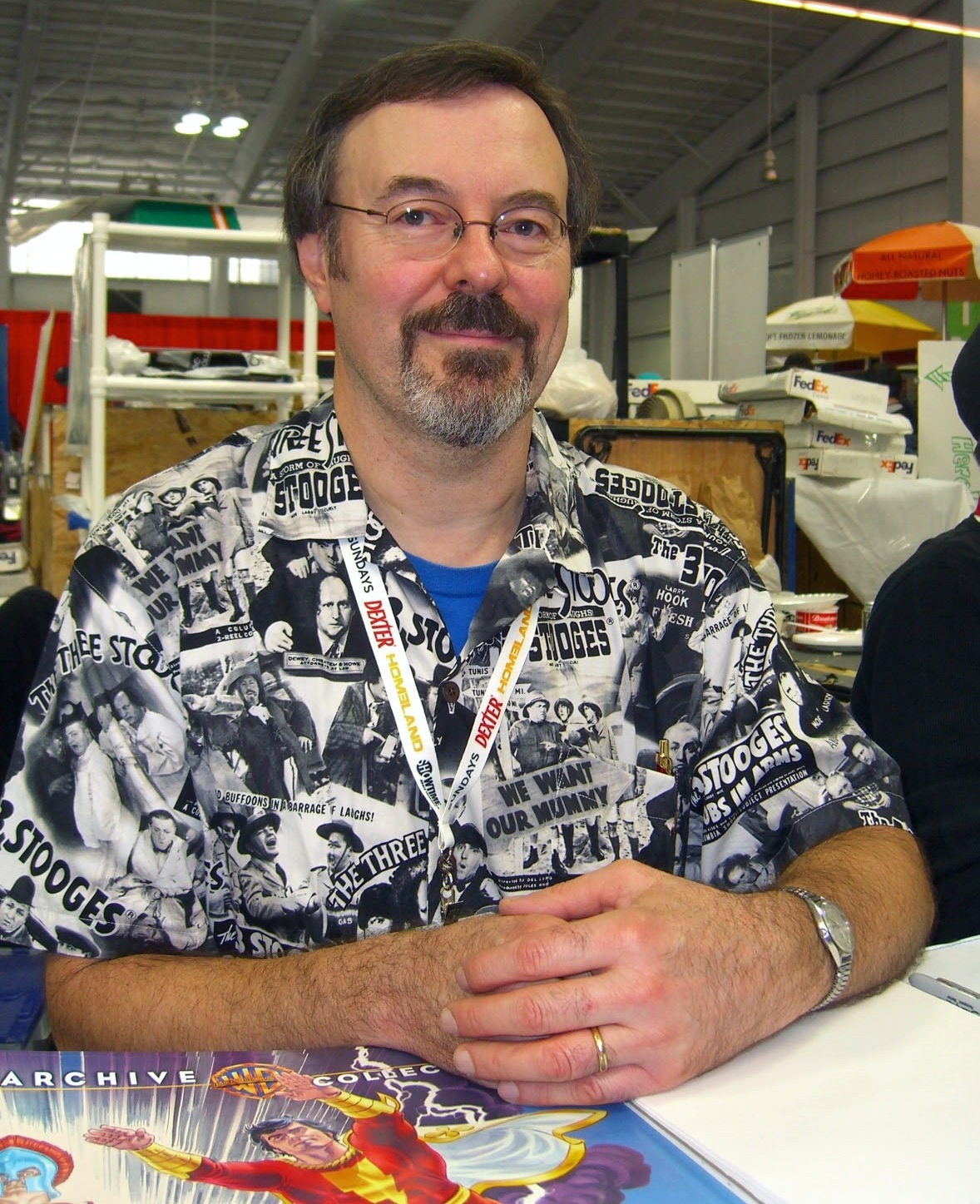
Ordway na New York Comic Con de 2012

Jeremiah Ordway (28 de novembro de 1957) é um escritor, roteirista, desenhista, arte-finalista e pintor norte-americano de histórias em quadrinhos.
Ele é conhecido por ter arte-finalizado uma gama de títulos da DC Comics, entre eles, arte-finalizou George Pérez na famosa saga Crise nas Infinitas Terras (do original Crisis on Infinite Earths) (1985–1986), e por sua longa estadia trabalhando como roteirista e desenhista dos títulos do Superman de 1986–1993, ele também criou a graphic novel do Capitão Marvel, The Power of Shazam! (1994) além das séries regulares mensais que durou vários anos (1995–1999). Ele também envolveu-se em projetos especiais da DC como a adaptação de Batman: o Filme e a saga Zero Hora. Durante sua carreira ele arte-finalizou artistas como Curt Swan, Jack Kirby, Gil Kane, John Buscema, Steve Ditko, John Byrne, George Perez e outros.